# Castel Puchstein
Castel Puchstein (Schloss Puchstein in tedesco) si trova nella parte meridionale del comune austriaco di Puch bei Hallein nel Distretto di Hallein appartenente al Land Salisburghese e la sua storia inizia nel XV secolo anche se alcune leggende lo vedono esistente già nel X secolo.

## Storia

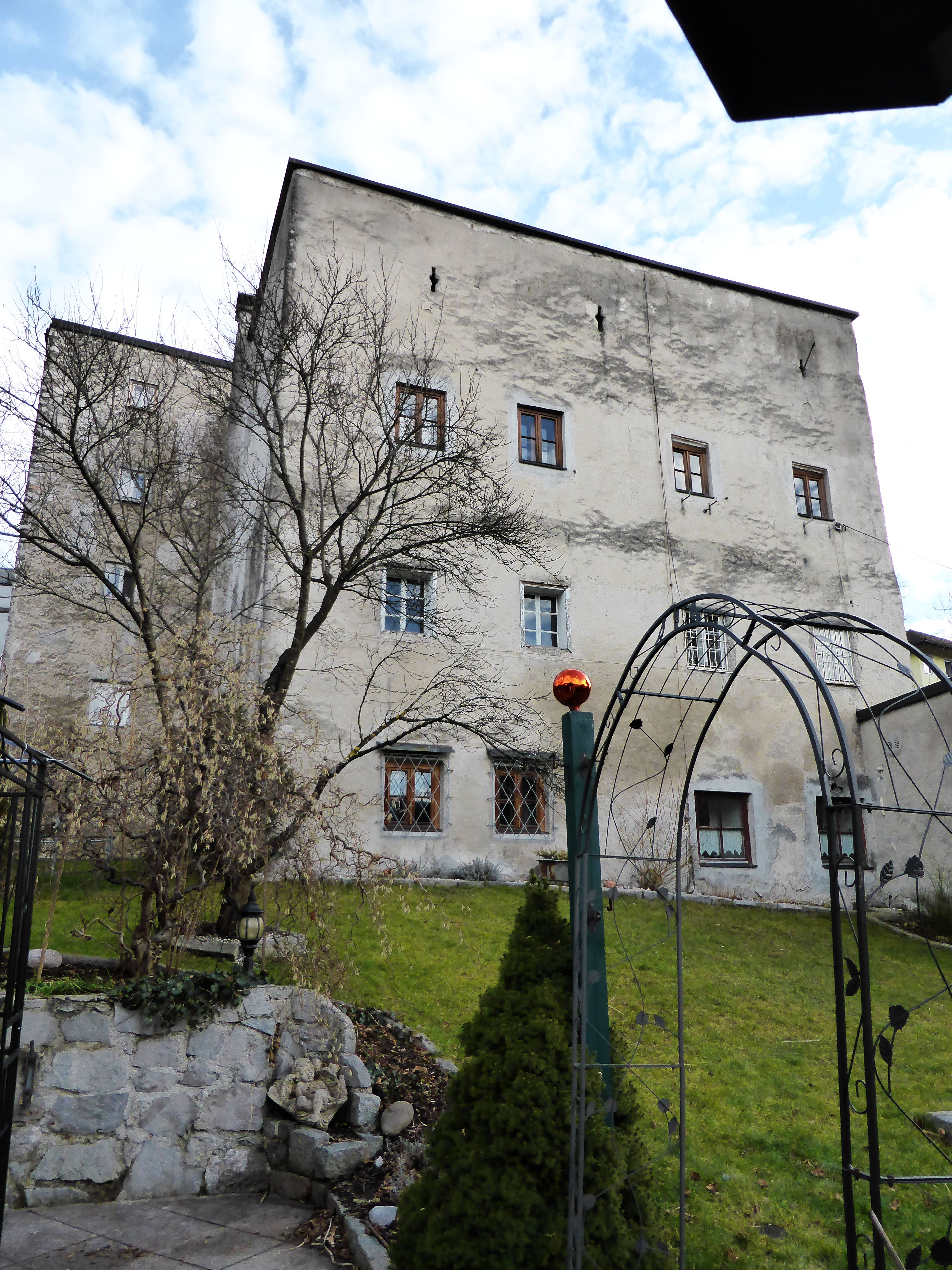
Castel Puchstein, facciata a ovest

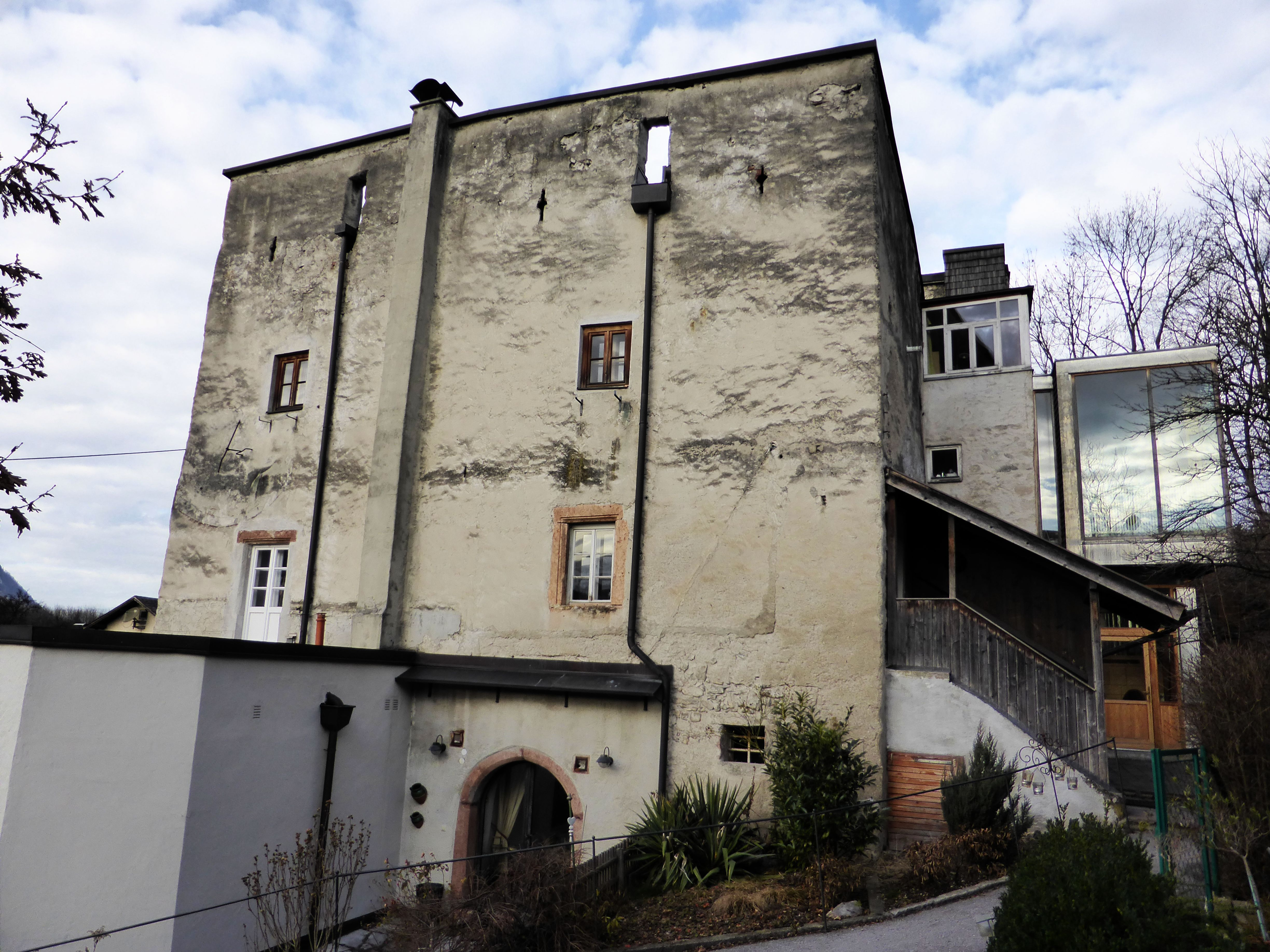
Castel Puchstein, facciata a sud con accesso principale

Le prime informazioni sull'edificio risalgono al XV secolo e sembra essere solo tradizione popolare non fondata l'idea che sul sito esitesse una torre di difesa già nel X secolo e appartenente ai signori di Guetrat e che vi fosse anche un passaggio segreto che portava dalla torre sino al centro cittadino o addirittura passasse sotto il letto del fiume Salzach. La prima citazione documentata e attendibile del castello risale al 1473 quando era di proprietà di Hans Strasser von Puchstein. L'edificio che ci è pervenuto quindi risale ai secoli XV e XVI. Secolo. Nel 1507 vi risiedeva Hans Kropf, nel 1609 Hans Kronperger cedette il castello alla chiesa parrocchiale di Puch e da quel momento si succedettero in diversi nell'abitazione. Nel 1627 divenne proprietario Felix Gutrather e nel 1630  Witib Gertraud Golserin. Nel XVIII secolo la proprietà risultò frazionata in sette parti per ognuna delle quali esisteva un diverso diritto di successione e ancora nel XXI secolo vi sono sei proprietari per i corrispondenti appartamenti privati che appartengono alla struttura storica.

### Origine leggendaria
Il nome Puch legato al sito compare per la prima volta in un documento dell'anno 930 e la pietra miliare romana che si trova sul muro del cimitero era stata posta sull'importante rotta commerciale romana tra Juvavum e Teurnia costruita intorno all'anno 200 sotto l'imperatore Settimio Severo. Il castello di Puchstein sarebbe stato costruito addirittura entro il IX secolo e utilizzato nel Medioevo per controllare l'importante commercio del sale.

## Descrizione
Il castello si trova nella parte meridionale dell'abitato del comune austriaco di Puch bei Hallein nel Distretto di Hallein appartenente al Land Salisburghese. Non gode di una particolare visibilità trovandosi in parte nascosto da altri edifici di abitazione e non si affaccia sulla principale via di comunicazione locale. Presenta una semplice e massiccia forma quasi cubica e non offre subito l'aspetto di un castello ma ricorda di più le case cittadine delle non lontane Salisburgo e Hallein. L'edificio è realizzato in pietra di cava con intonaco a grezzo. La copertura del tetto non è visibile perché nascosta dalle pareti rialzate esterne e nel complesso offre l'impressione di un certo abbandono. Le facciate che si sviluppano su tre piani mostrano ancora alcune parti di infisso tardogotico in marmo rosso. L'accesso principale si trova sulla facciata sud ed è costituito da una porta con arco a tutto sesto pure questa con cornice in marmo rosso. Nella parte sommitale del muro alcune grandi feritoie conferiscono all'edificio una sorta di aspetto difensivo che non corrisponde alla loro reale funzione. Sul lato sud sono ancora visibili tracce di affresco con una meridiana. Di fronte alla parte nord si trova un ampliamento con forma di torre a quattro piani risalente all'epoca della costruzione originale, leggermente più alto dell'edificio principale e con piccole finestre rettangolari. L'ampliamento moderno moderno che mal si adatta al resto dell'edificio risale al periodo a cavallo tra XX e XXI secolo.

### Bene architettonico tutelato
Castel Radeck dal 1993 è un monumento posto sotto tutela col numero 4977 da parte della Repubblica austriaca.